# Мазюби
Мазюби́ (фр. Mazuby) — коммуна во Франции, находится в регионе Лангедок — Руссильон. Департамент коммуны — Од. Входит в состав кантона Белькер. Округ коммуны — Лиму.
Код INSEE коммуны — 11229.

## Население
Население коммуны на 2008 год составляло 25 человек.
| 1962 | 1968 | 1975 | 1982 | 1990 | 1999 | 2008 |
| ---- | ---- | ---- | ---- | ---- | ---- | ---- |
| 67   | 72   | 51   | 41   | 35   | 25   | 25   |

## Экономика
В 2007 году среди 10 человек в трудоспособном возрасте (15—64 лет) 7 были экономически активными, 3 — неактивными (показатель активности — 70,0 %, в 1999 году было 37,5 %). Из 7 активных работали 6 человек (4 мужчины и 2 женщины), безработным был 1 мужчина. Среди 3 неактивных все были пенсионерами.